# توبیاس گران
توبیاس گران (انگلیسی: Tobias Grahn؛ زادهٔ ۵ مارس ۱۹۸۰) بازیکن سابق فوتیال اهل سوئد است که در پست هافبک تهاجمی بازی می‌کرد. او در سال ۲۰۰۲ جام فوتبال نروژ را با وولرنگا و در سال ۲۰۰۴ جام آلسولکن را با مالمو بالای سر برد.
وی همچنین در تیم‌های ملی فوتبال زیر ۱۷ سال سوئد، زیر ۲۱ سال سوئد، و سوئد بازی کرده‌است.